# Castro de La Garma
El castro de la Garma es un yacimiento castreño cántabro situado en Omoño (Ribamontán al Monte), que forma parte de otro mucho mayor, del cual lo más destacable es la galería inferior de la cueva La Garma, que contiene evidencias arqueológicas fechadas entre el 25.000 y el 11.500 a. C. Fue descubierto por el equipo de prospecciones del GAEM y estudiado desde 1996 bajo la dirección de Esteban Pereda Saiz. Data de la Edad del Hierro I y en lo que se refiere únicamente al castro, cuenta con una superficie de 2 hectáreas

## Restos arqueológicos

### Arquitectura
El yacimiento posee una superficie terraplenada variante a lo largo del tiempo de ocupación, tanto en su forma como en tamaño.
Aún no se ha determinado el lugar que ocupaban las viviendas, si bien se ha descubierto lo que se cree que es el zócalo de una cabaña, aunque no son observables agujeros ni de una estructura de cubrición de madera ni de un hogar.

### Industria
Se han encontrado trozos de cerámica y de molinos, como es típico en la región. Además se hallaron un punzón de bronce y otras evidencias de actividades metalúrgicas en bronce y hierro; uno de los elementos de fundición encontrados está compuesto de varios metales, sobre todo del cobre y plomo, y otro, de cobre con aproximadamente un 4% de estaño.